# Muimenta (Campo Lameiro)
Muimenta (llamada oficialmente Santa María de Moimenta) es una parroquia y un lugar del municipio español de Campo Lameiro, en la provincia de Pontevedra, Galicia.

## Toponimia
La parroquia también es conocida por los nombres de Santa María de Muimenta y Santa María P. de Muimenta.

## Historia
Hacia mediados del siglo XIX, el lugar, por entonces referido como una feligresía, tenía contabilizada una población de 800 habitantes. Aparece descrito en el undécimo volumen del Diccionario geográfico-estadístico-histórico de España y sus posesiones de Ultramar de Pascual Madoz con las siguientes palabras:

MOIMENTA (Sta. Maria): felig. en la prov. de Pontevedra (3 leg.), part. jud. de Caldas de Reyes (2 1/4), dióc. de Santiago (7), ayunt. de Campo (1/2): sit. al S. del monte Cadebo, donde la combaten principalmente los aires del N. y O.; el clima es frio, y las enfermedades mas comunes reumas y catarros. Tiene 205 casas distribuidas en el l. de su nombre y en los de Lamosa, Paredes y Peinceiros. La igl. parr. (Sta. Maria), de la que es aneja la de San Cristóbal de Couso, se halla servida por un cura de térm. y de patronato lego del vecindario. Confina el térm. N. el espresado monte Cadebo; E. felig. de Morillas; S. la de Campo, y O. la de Couso. El terreno es de mediana calidad; le cruza un riach. que nace en la falda meridional de dicha montaña y se dirige hácia el S. hasta confluir en el r. Lerez. Atraviesa por esta parr. un camino que desde Caldas conduce á Orense; su estado es malo: el correo se recibe por la estafeta de Caldas de Reyes 3 veces á la semana. prod.: maiz, centeno y hayas; se cria ganado vacuno y lanar, y caza de conejos y perdices. ind.: la agrícola y molinos harineros en decadencia. comercio: se estrae algun maiz y se introdúcen algunos tejidos. pobl.: 219 vec., 800 alm. contr. con su ayunt. (V.)
(Madoz, 1848, p. 453)

## Organización territorial
La parroquia está formada por seis entidades de población:
- Armonda
- Brea  (A Brea)
- Lamosa (A Lamosa)
- Muimenta (Moimenta)
- Painceiros
- Paredes

## Demografía

### Parroquia
| Gráfica de evolución demográfica de Muimenta (parroquia) entre 2000 y 2023 |
|                                                                            |
| Datos según el nomenclátor publicado por el INE.                           |

### Lugar
| Gráfica de evolución demográfica de Muimenta (lugar) entre 2000 y 2023 |
|                                                                        |
| Datos según el nomenclátor publicado por el INE.                       |

## Patrimonio
- Iglesia de Santa María.[9]